# آلیوال شمال
آلیوال شمال (به لاتین: Aliwal North) یک شهرک در آفریقای جنوبی است که در کیپ شرقی واقع شده‌است.

## خصوصیات
آلیوال شمال ۳۹٫۵ کیلومترمربع مساحت و ۳۵٬۱۵۳ نفر جمعیت دارد و ۱٬۳۲۸ متر بالاتر از سطح دریا واقع شده‌است.